# Vlag van Nieuw-Ginneken

Vlag van de gemeente Nieuw-Ginneken
(1949-1997)

De vlag van Nieuw-Ginneken werd op 19 oktober 1949 bij raadsbesluit vastgesteld als de gemeentelijke vlag van de Noord-Brabantse gemeente Nieuw-Ginneken. De vlag kan als volgt worden beschreven:
Vijf banen van gelijke hoogte in groen en wit.
De kleuren komen niet voor in het gemeentewapen, maar zijn gelijk aan de kleuren van de vlag van Ginneken en Bavel, waaruit Nieuw-Ginneken is ontstaan en waarvan het wapen gelijk was aan dat van Nieuw-Ginneken. De bestuurders vonden het "juist en billijk" deze kleuren te handhaven. De vlag bestaat uit vijf banen die de woonkernen Bavel, Galder,  Heusdenhout, Strijbeek en Ulvenhout symboliseren. De liggende banen passen bij de "landelijke rust" in het gebied; ze refereren aan witte bloemen in het groene gras. 
Op 1 januari 1997 is Nieuw-Ginneken opgeheven, waarmee de vlag als gemeentevlag kwam te vervallen. De voormalige gemeente is opgegaan in Breda en Alphen-Chaam.

## Verwante afbeelding

Wapen van Nieuw-Ginneken
Vlag van Ginneken en Bavel

Aalburg 
· Aarle-Rixtel 
· Alphen en Riel 
· Bakel en Milheeze 
· Beek en Donk 
· Beers 
· Berghem 
· Berkel-Enschot 
· Berlicum 
· Bladel en Netersel 
· Borkel en Schaft 
· Boxmeer 
· Budel 
· Chaam 
· Cuijk 
· Cuijk en Sint Agatha 
· Den Dungen 
· Diessen 
· Dinteloord en Prinsenland 
· Drunen 
· Dussen 
· Engelen 
· Erp 
· Esch 
· Escharen 
· Fijnaart en Heijningen 
· Geffen 
· Geldrop 
· Gemert 
· Giessen 
· Ginneken en Bavel 
· Grave 
· 's Gravenmoer 
· Haaren 
· Halsteren 
· Haps 
· Heesch 
· Heeswijk-Dinther 
· Heeze 
· Helvoirt 
· Hoeven 
· Hooge en Lage Mierde 
· Hooge en Lage Zwaluwe 
· Hoogeloon, Hapert en Casteren 
· Huijbergen 
· Klundert 
· Landerd 
· Leende 
· Liempde 
· Lieshout 
· Lith 
· Luyksgestel 
· Maarheeze 
· Maasdonk 
· Made en Drimmelen 
· Megen, Haren en Macharen 
· Mierlo 
· Mill en Sint Hubert 
· Moergestel 
· Nieuw-Ginneken 
· Nieuw-Vossemeer 
· Nistelrode 
· Nuland 
· Oeffelt 
· Oost-, West- en Middelbeers 
· Oploo, Sint Anthonis en Ledeacker 
· Ossendrecht 
· Oud en Nieuw Gastel 
· Oudenbosch 
· Prinsenbeek 
· Putte 
· Raamsdonk 
· Ravenstein 
· Reusel 
· Riethoven 
· Rijsbergen 
· Rijswijk 
· Roosendaal en Nispen 
· Rosmalen 
· Schaijk 
· Schijndel 
· Sint Anthonis 
· Sint-Oedenrode 
· Sprang-Capelle 
· Standdaarbuiten 
· Terheijden 
· Teteringen 
· Uden 
· Udenhout 
· Veghel
· Vessem, Wintelre en Knegsel 
· Vierlingsbeek 
· Vlijmen 
· Wanroij 
· Waspik 
· Werkendam 
· Westerhoven 
· Willemstad 
· Woudrichem 
· Wouw 
· Zeeland 
· Zevenbergen